# Ringwall Schlosshügel
Der Ringwall Schlosshügel ist eine abgegangene frühmittelalterliche Befestigungsanlage auf dem Schlosshügel im Bayerischen Wald, im Zwickel über den Tälern zweier Nebengewässer des Talbaches. Er liegt unmittelbar nordwestlich von Neuhofen oder rund 3160 Meter westnordwestlich der katholischen Pfarrkirche St. Johannes der Täufer in Schöllnach im niederbayerischen Landkreis Deggendorf in Bayern, Deutschland.
Über diese Höhenburganlage sind keine geschichtlichen oder archäologischen Informationen bekannt, sie wird grob auf frühmittelalterliche Zeitstellung datiert. Erhalten sind von der Anlage nur ein Ringgraben sowie ein Ringwall, die Stelle ist als Bodendenkmal Nummer D-2-7244-0114: Ringwall des frühen Mittelalters geschützt.

## Beschreibung
Der Ringwall liegt unmittelbar an der Gemeindegrenze zu Hengersberg in 381 m ü. NN Höhe auf der Kuppe des flach ansteigenden Schlosshügels, der auch als Schlossberg bezeichnet wird. Dieser Hügel wird an seiner West-, Nord- und Südseite von den Tälern zweier kleiner Bäche begrenzt und geschützt, nur nach Ostnordosten ist ein ebener Zugang an einer Einsattelung möglich, worauf das Vorgelände noch um wenige Meter bis zum höchsten Geländepunkt ansteigt. Der Höhenunterschied zwischen Hügelkuppe und den Bachtälern beträgt maximal 40 Höhenmeter.
Die befestigte Fläche auf der Hügelkuppe wird von einem fast kreisrunden Ringwall mit einem Durchmesser von 55 Metern umzogen. Der Wall mit abgerundeter Krone steigt noch rund 1,2 Meter mit einer mäßigen Böschung über die Innenfläche der Anlage an. Diesem Wall ist als zusätzlicher Annäherungsschutz ein Ringgraben mit einem Durchmesser von 80 Metern vorgelegt. Die Sprunghöhle, also die Höhendifferenz zwischen Wallkrone und Grabensohle beträgt noch vier bis fünf Meter, der äußere Grabenrand zum Vorgelände hin steigt nur noch 0,5 bis 1,3 Meter an. Die gewölbte Innenfläche der Befestigung fällt von ihren Mittelpunkt aus gleichmäßig um 1,5 bis 2 Meter bis zum inneren Wallrand ab.
Heute führen zwei Zuwege in die Anlage. Während derjenige im Südwestteil, der sich schräg durch den Ringwall erstreckt, rezent entstanden sein dürfte, ist der im Osten gelegene vermutlich der frühere Zugang zur Befestigung. Hier ist der Ringwall unterbrochen, das nördliche Wallende ist gegenüber dem südlichen scheinbar etwas nach innen versetzt. Ein neuerer Holzabfuhrweg führt über eine Erdbrücke über den Graben und anschließend durch diese Unterbrechung nach innen. In acht Meter Entfernung östlich des Ringgrabenrandes befindet sich eine Trichtergrube mit einem Durchmesser von fünf Metern, ob und inwieweit sie zur frühmittelalterlichen Anlage gehört, ist nicht bekannt.
Die Anlage ist noch sehr gut erhalten, die einzigen Störungen befinden sich am nordwestlichen Ringwall, dort ist dieser auf einer Länge von 17 Metern durch Fuchsbaue beschädigt. Die Anlage ist 1858 eingeebnet worden. Die Grabensohle wurde vermutlich zudem in den 1980er Jahren ausgeräumt.